# Eulepidotis austrina
Eulepidotis austrina là một loài bướm đêm trong họ Erebidae.